# 蒂布鲁市镇
蒂布鲁市镇（瑞典語：Tibro kommun）是瑞典西部西约塔兰省的一个市镇。其治所位于蒂布鲁。
著名网球运动员罗宾·索德灵便来自蒂布鲁。